# Бристоу (Небраска)
Бристоу (енгл. Bristow) град је у америчкој савезној држави Небраска.

## Демографија
По попису из 2010. године број становника је 65, што је 23 (-26,1%) становника мање него 2000. године.
| Група             | 2000.      | 2010.       |
| Белци             | 84 (95,5%) | 65 (100,0%) |
| Афроамериканци    | 0 (0,0%)   | 0 (0,0%)    |
| Азијати           | 0 (0,0%)   | 0 (0,0%)    |
| Хиспаноамериканци | 0 (0,0%)   | 0 (0,0%)    |
| Укупно            | 88         | 65          |